# Jennifer Sciole
Jennifer Sciole (ur. 28 kwietnia 1979 w Filadelfia w stanie Pensylwania, USA), amerykańska aktorka.